# Claude-Mathieu Delagardette
Claude-Mathieu Delagardette, parfois écrit de Lagardette ou de la Gardette ou Lagardette, est un architecte français né en 1762 et mort en 1805.

## Biographie
Élève de Pierre-Adrien Pâris et de Julien-David Le Roy. Il a reçu le prix d'émulation en février 1791 et le Grand prix de Rome le 29 avril 1791 sur un sujet de concours : une galerie d'un palais.
Il est pensionnaire à l'académie de France à Rome entre 1791 et 1793 et se réfugia à Naples après l'insurrection de Rome en janvier 1793, puis rentra en France. Il s'y trouvait en compagnie de Jacques Réattu, Anne-Louis Girodet-Trioson et Pierre-Charles Bridan qui étaient comme lui pensionnaires à l'Académie de France à Rome.
Il est connu pour ses publications - Les Ruines de Pæstum - et son essai - Essai sur la restauration des piliers du Panthéon.
On lui attribue, pendant la Révolution, la construction d'une Sainte Montagne, sur la place du Martoi à Orléans. Cet édifice a disparu assez rapidement. Il a travaillé sur le tombeau de Mirabeau à Marseille. Un monument pour la ville de Blois en 1801. Il est à Montpellier en 1803 où il a travaillé sur l'amphithéâtre de l'École de Médecine et en 1804 sur une serre chaude pour le Jardin des Plantes. On connaît de lui un projet de maison pour un marchand de tableaux dans le quartier de l'Odéon.

## Publications

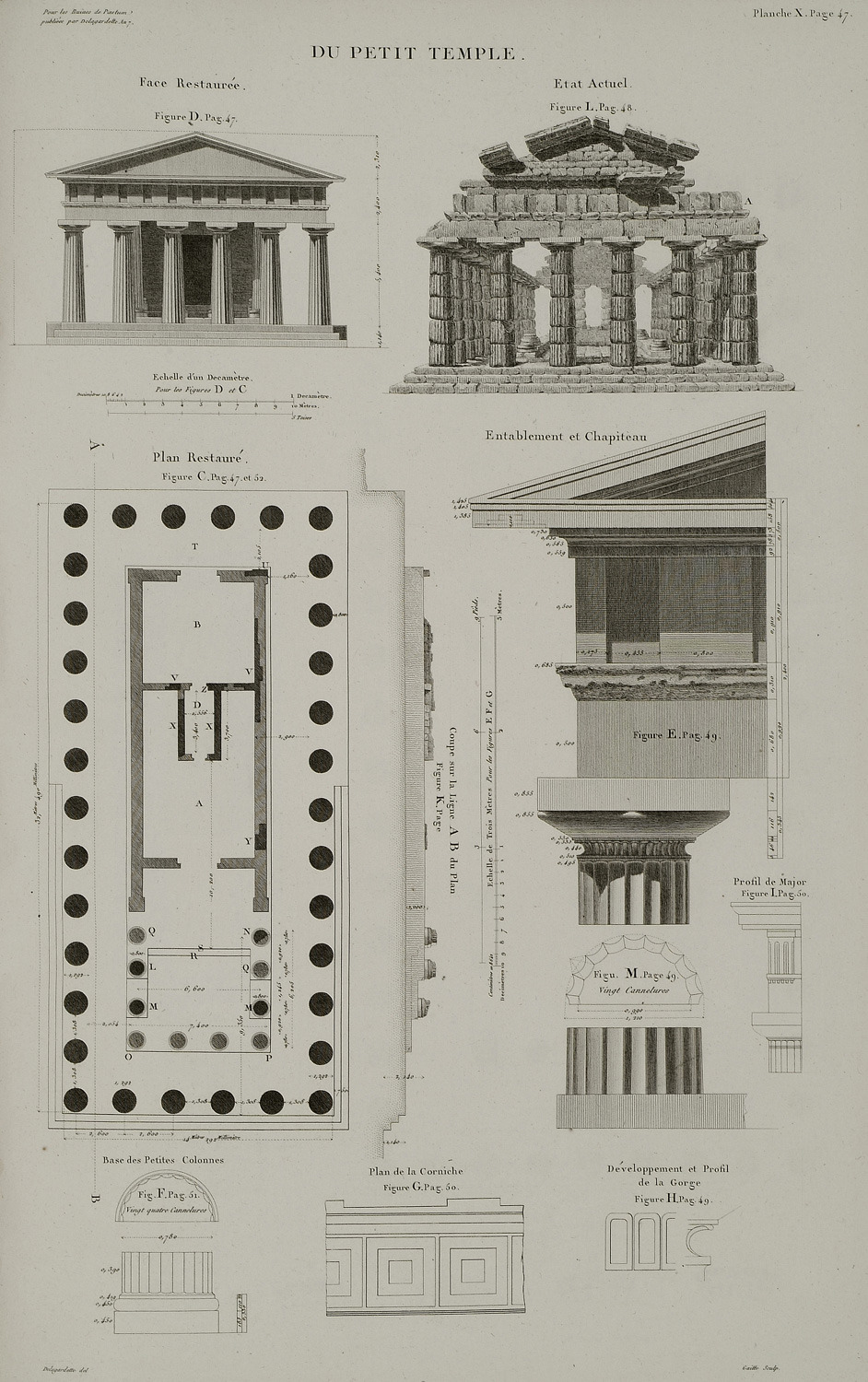
Figure et plan du temple de Cérès (Paestum), par Claude-Mathieu Delagardette (1798).

- Claude-Mathieu de Lagardette - Les ruines de Paestum ou Posidonia, ancienne ville de la Grande Grèce: a vingt-deux Lieues de Naples, dans le Golfe de Salerne, levées, mesurées et dessinées sur les lieux- Paris, chez l'auteur & H. Barbou - 1799 (numérique bibliothèque Universität Heidelberg)
- Claude-Mathieu de Lagardette - Nouvelles règles pour la pratique du dessin et du lavis de l'architecture civile et militaire - 1803
- Claude-Mathieu Delagardette - Règles des cinq ordres d'architecture de Vignole - Nouvelle édition - Paris, chez Jean - 1823 Google Livres